# Рогулич, Анте
Анте Рогульич (хорв. Ante Roguljić; родился 11 марта 1996 года, Сплит, Хорватия) — хорватский футболист, полузащитник клуба «Университатя (Крайова)».

## Клубная карьера
Рогульич — воспитанник клубов «Омладинач Враньиц» и «Адриатич Сплит». Летом 2013 года он подписал контракт с австрийским «Ред Булл Зальцбург». Для получения игровой практики Анте был отправлен в фарм-клуб «Лиферинг». 2 августа 2013 года в матче против «Парндорфа» он дебютировал в Первой австрийской лиге. 6 августа в поединке против «Альтаха» Рогульич забил свой первый гол за «Лиферинг». 29 октября 2014 года в матче Кубка Австрии против «Ваккера» он дебютировал за основной состав «Ред Булл Зальцбург». В этом же поединке Анте забил свой первый гол за клуб. 1 ноября в матче против «Адмиры Ваккер Мёдлинг» он дебютировал в австрийской Бундеслиге.
Летом 2015 года Рогульич на правах аренды перешёл в «Хайдук». 12 июля в матче против загребского «Динамо» он дебютировал в чемпионате Хорватии. 28 октября в поединке Кубка Хорватии против «Ликеника» Анте забил свой первый гол за «Хайдук».
Летом 2016 года Рогульич был отдан в аренду в «Адмира Ваккер Мёдлинг». 20 августа в матче против «Рида» он дебютировал за новый клуб. В начале 2017 года Анте на правах аренды присоединился к «Ваккеру». 24 февраля в матче против «Ваттенса» он дебютировал за новую команду. 19 мая в поединке против «Хорна» Анте забил свой первый гол за «Ваккер». Летом 2017 года Рогульич стал свободным агентом и подписал контракт с кипрским «Пафосом». 24 сентября в матче против столичного «Олимпиакоса» он дебютировал в чемпионате Кипра. 21 октября в поединке против «Неа Саламина» Анте забил свой первый гол за «Пафос».

## Международная карьера
В 2013 году Рогульич в составе юношеской сборной Хорватии принял участие в юношеском чемпионате Европы в Словакии. На турнире он сыграл в матчах против команд Италии, России и Украины.
В том же году Рогульич поехал на юношеский чемпионат мира в ОАЭ. На турнире он сыграл в матчах против Марокко, Панамы и Узбекистана. В поединке против панамцев Анте забил гол.